# De Haandrik
De Haandrik est un hameau néerlandais de la commune de Hardenberg dans la province d'Overijssel.
Le 1er janvier 2006, De Haandrik et Holtheme comptaient ensemble 182 habitants.

## Géographie
De Haandrik est situé dans le nord-est d'Overijssel, entre Gramsbergen et Coevorden. Dans le hameau est situé un carrefour fluvial relativement important ; c'est ici que se rejoignent l'Overijsselse Vecht, le Canal d'Almelo à De Haandrik et le Canal de Coevorden à la Vecht. Un double complexe d'écluses permet de gérer la navigation et de maîtriser le niveau de la rivière et des canaux.

## Histoire
À l'origine, De Haandrik était un ensemble de quelques maisons. À partir de 1877, on parle d'une localité portant le nom de De Haandrik. Entre 1905 et 1930, De Haandrik possédait sa propre gare sur la ligne de chemin de fer Zwolle - Stadskanaal exploitée par la NLOS. De la gare, il ne subsiste plus que la maison du chef de gare.

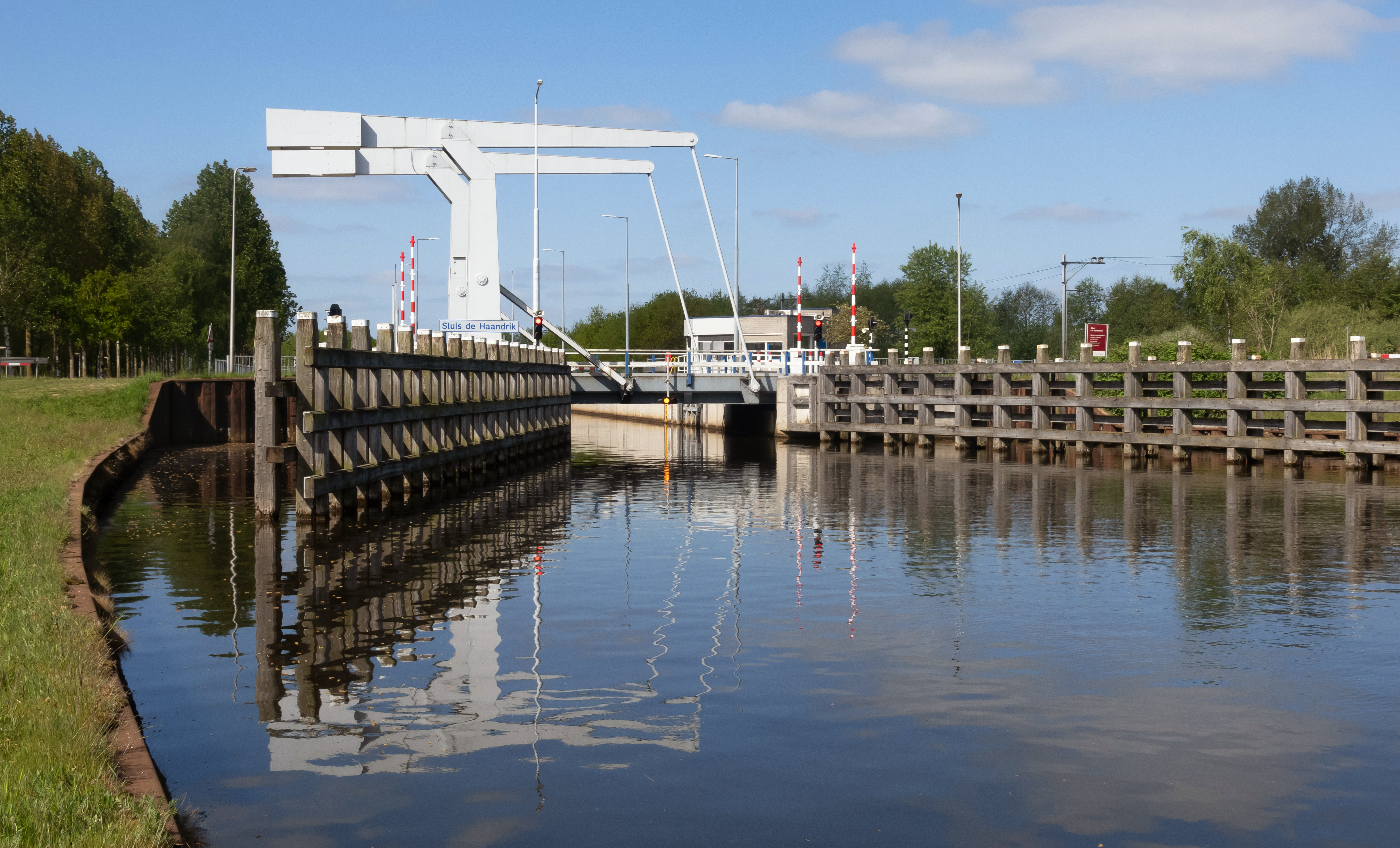
L'écluse Sluis De Haandrik

## Source
- (nl) Cet article est partiellement ou en totalité issu de l’article de Wikipédia en néerlandais intitulé « De Haandrik » (voir la liste des auteurs).